# Pneumatico tubeless
Per tubeless si intende uno pneumatico in cui l'aria (o il gas) di gonfiaggio viene trattenuta al suo interno dalla sola struttura in gomma e acciaio e non presenta perciò la classica camera d'aria.

## Storia

Schema di uno pneumatico tubeless
Descrizione:
1. cintura d'acciaio longitudinale
2. struttura radiale
3. filo d'acciaio circolare
4. cerchio
5. battistrada
6. parete laterale
7. tallone d'incastro

Varie sono le aziende che dichiarano di aver contribuito alla storia di questa tecnologia: l'antesignano del moderno tubeless è fatto risalire dalla Michelin al suo brevetto, depositato nel 1930, di uno pneumatico con camera d'aria incorporata; la BF Goodrich dichiara di aver prodotto il primo pneumatico senza camera d'aria nel 1946, la Kléber dichiara nel 1951 di essere all'avanguardia con questa nuova tecnologia e la presenta al pubblico dei saloni.
L'inizio del suo uso intensivo sulle automobili risale alla seconda metà degli anni cinquanta quando cominciò ad essere utilizzato per le vetture di serie.
Si tratta ormai di una soluzione largamente utilizzata sia nel mondo delle quattro ruote che in quello delle motociclette (in questo campo è la Metzeler a dichiarare di essere stata la prima ad introdurlo nel 1978), ed è ampiamente diffusa da tempo anche nel settore ciclistico vedi sistema Palmer..

## Descrizione
Questi pneumatici strutturalmente non sono molto dissimili dagli altri, se non per il fatto che il copertone ora deve avere un'aderenza/contatto molto elevata sul cerchione tramite il tallone e il cerchione stesso deve essere perciò appositamente studiato per non permettere la fuoriuscita d'aria.

### Vantaggi e svantaggi
In presenza di un corretto montaggio e di una giusta manutenzione, la nuova tecnologia permette un minore attrito al rotolamento e una maggiore sicurezza in caso di foratura con piccoli oggetti. Se lo pneumatico dotato di camera d'aria, in caso di rottura di quest'ultima, ha una perdita repentina di pressione, il tubeless in taluni casi può trattenere al suo interno l'oggetto all'origine della foratura, con quest'ultimo che funziona quasi da tappo facendo defluire l'aria in modo meno veloce.

### Evoluzioni
Alla tecnologia standard in alcuni casi sono state applicate anche delle caratteristiche aggiuntive:
- Antiforatura o autosigillante (self-sealing), ha applicato all'interno uno strato di materiale sintetico dalle capacità autosigillanti, in questo modo l'oggetto appuntito che perfora lo strato esterno incontra questo strato autostagnante in grado di inglobarlo, facendogli fare da "tappo", anche una volta estratto l'oggetto estraneo, l'impasto speciale, composto di butile e neoprene va a richiudere il buco appena formato[6], altra soluzione è un rivestimento interno che è composto da mastice.
- Autoportante ("Run-flat"), pneumatico dotato di una spalla rinforzata, che permette di percorrere la strada anche senza una pressione dello pneumatico superiore a quella ambiente, questo perché la spalla sorregge l'auto e non più la pressione dell'aria contenuta nello pneumatico. Viene garantita dai costruttori una percorrenza di circa 100 km a velocità non superiori a 80 km/h[7]. C'è però da precisare che gli pneumatici RunFlat non sono sempre riparabili, anzi, le case costruttrici di tali pneumatici sconsigliano ai gommisti di ripararli.
- Flessibilità aumentata o advanced deflection design (AD2) in agricoltura per ridurre la compattazione del suolo è necessario ridurre la pressione di gonfiaggio e aumentare l'impronta a terra, per migliorare tale soluzione sono stati sviluppati pneumatici che possono farsi carico della maggiore flessione che tale metodo induce negli pneumatici.[8]
  - IF (increased flex), flessibilità aumentata, rispetto allo pneumatico standard può supportare un carico maggiore del 20% a parità di pressione
  - VF (very-high flex), flessibilità molto aumentata, rispetto allo pneumatico standard può supportare un carico maggiore del 40% a parità di pressione